# Kristall-Halle (Zrenjanin)
Die Kristall-Halle oder Kristalna dvorana (serbisch-kyrillisch Кристална дворана) ist eine Sport- und Mehrzweckhalle in der nordserbischen Stadt Zrenjanin. Die Halle fasst bis zu 3500 Zuschauer und wurde primär für die Sommer-Universiade 2009 errichtet. Die Finanzierung des Baus wurde durch den Fonds für Kapitaleinlagen Vojvodina und die Stadt Zrenjanin getragen. Die Halle wurde am 5. Juli 2009 mit dem Basketballspiel USA gegen Polen im Rahmen der Sommer-Universiade offiziell eröffnet.